# Жак, Катержина
Катержина Жак (чеш. Kateřina Jacques), урождённая Катержина Пайерова (чеш. Kateřina Pajerová; род. 2 июня 1971, Мельник) — чешский политик, депутат Палаты депутатов Парламента Чешской Республики от Зелёной партии в 2006—2010 годах (избрана от Пражского избирательного округа), ранее руководитель отдела по защите прав человека в кабинете премьер-министра Чехии. Известность приобрела после того, как 1 мая 2006 года на демонстрации неонацистов её избил полицейский.

## Биография

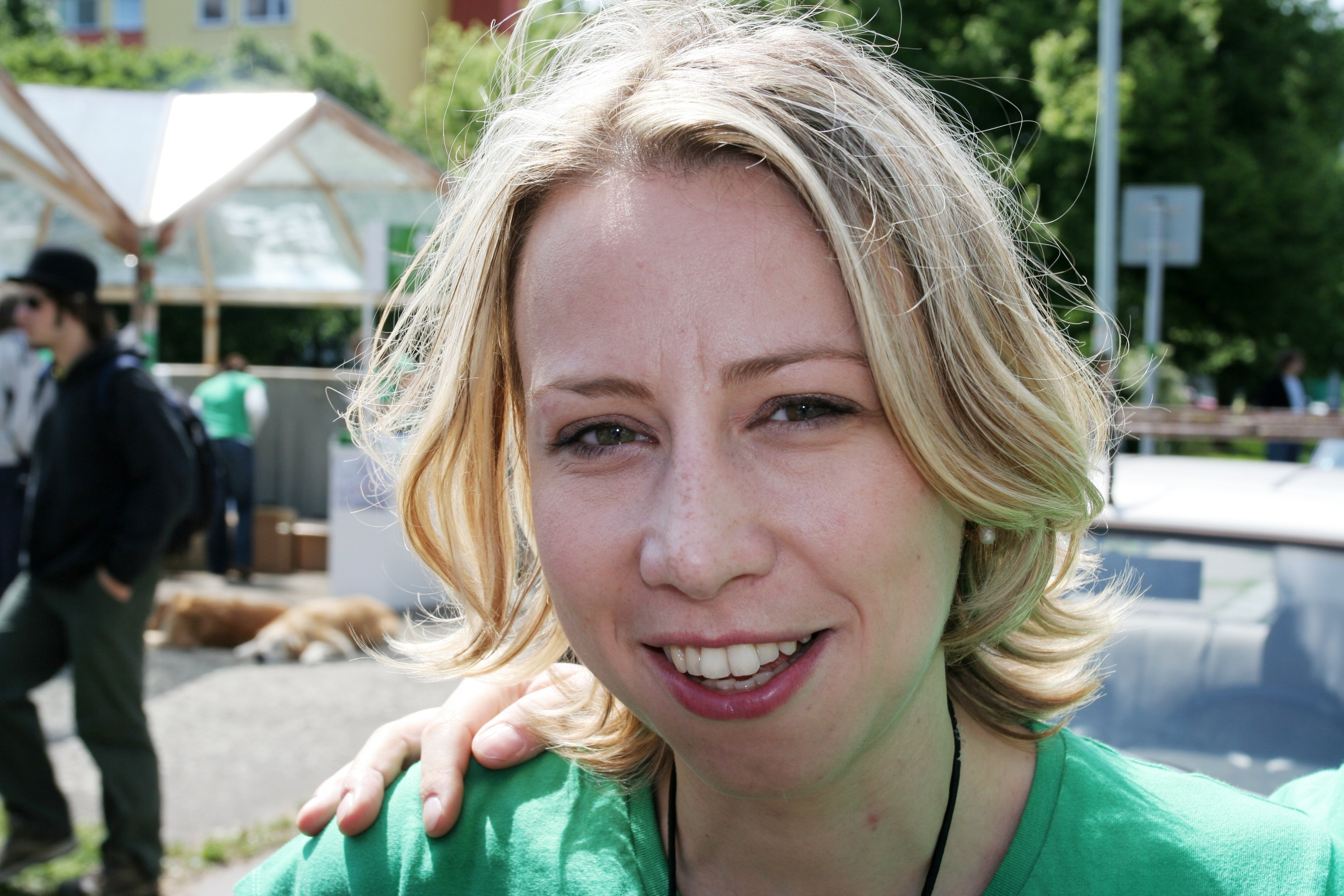
На избирательной кампании 28 мая 2006 года

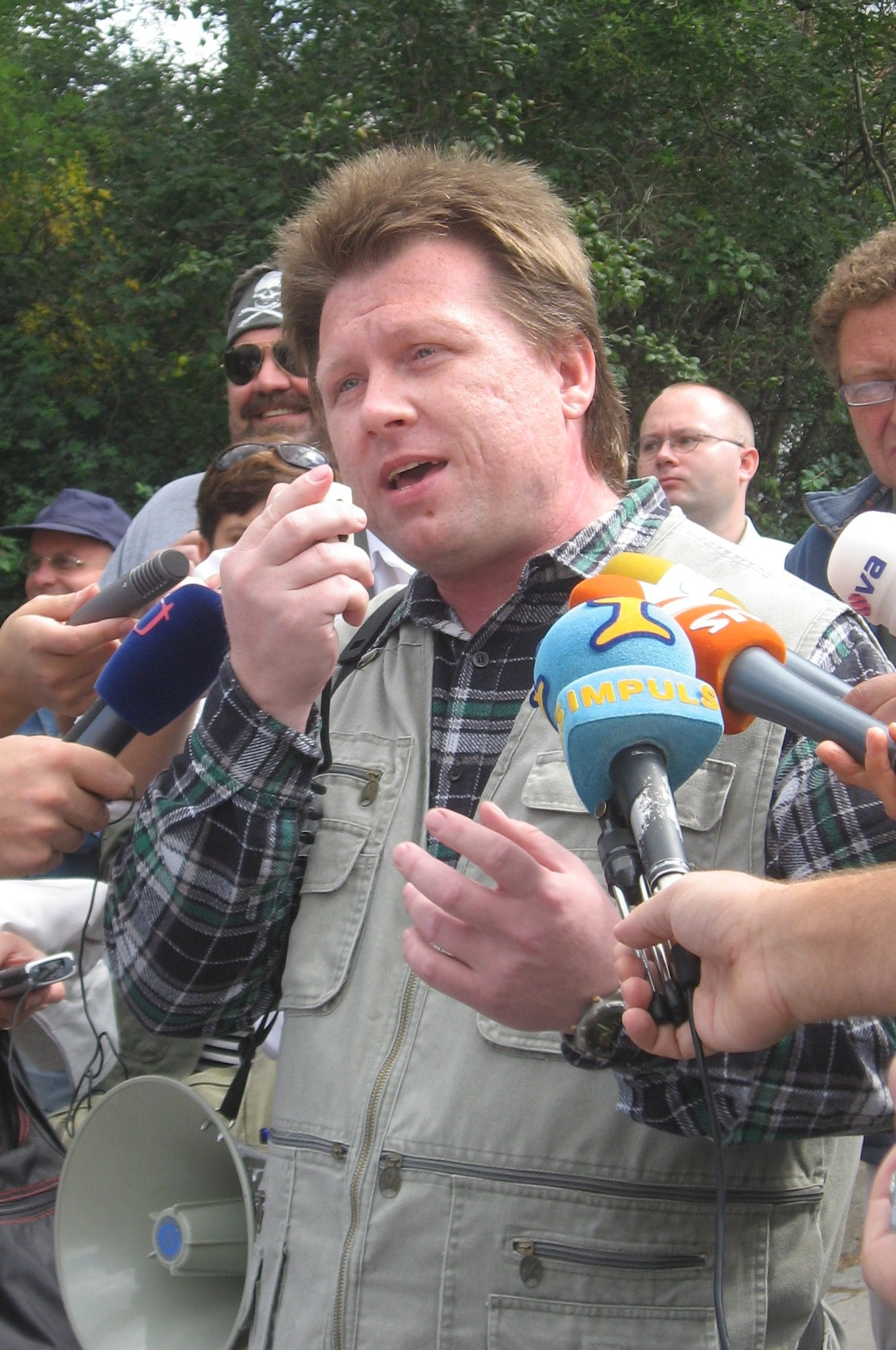
Томаш Чермак

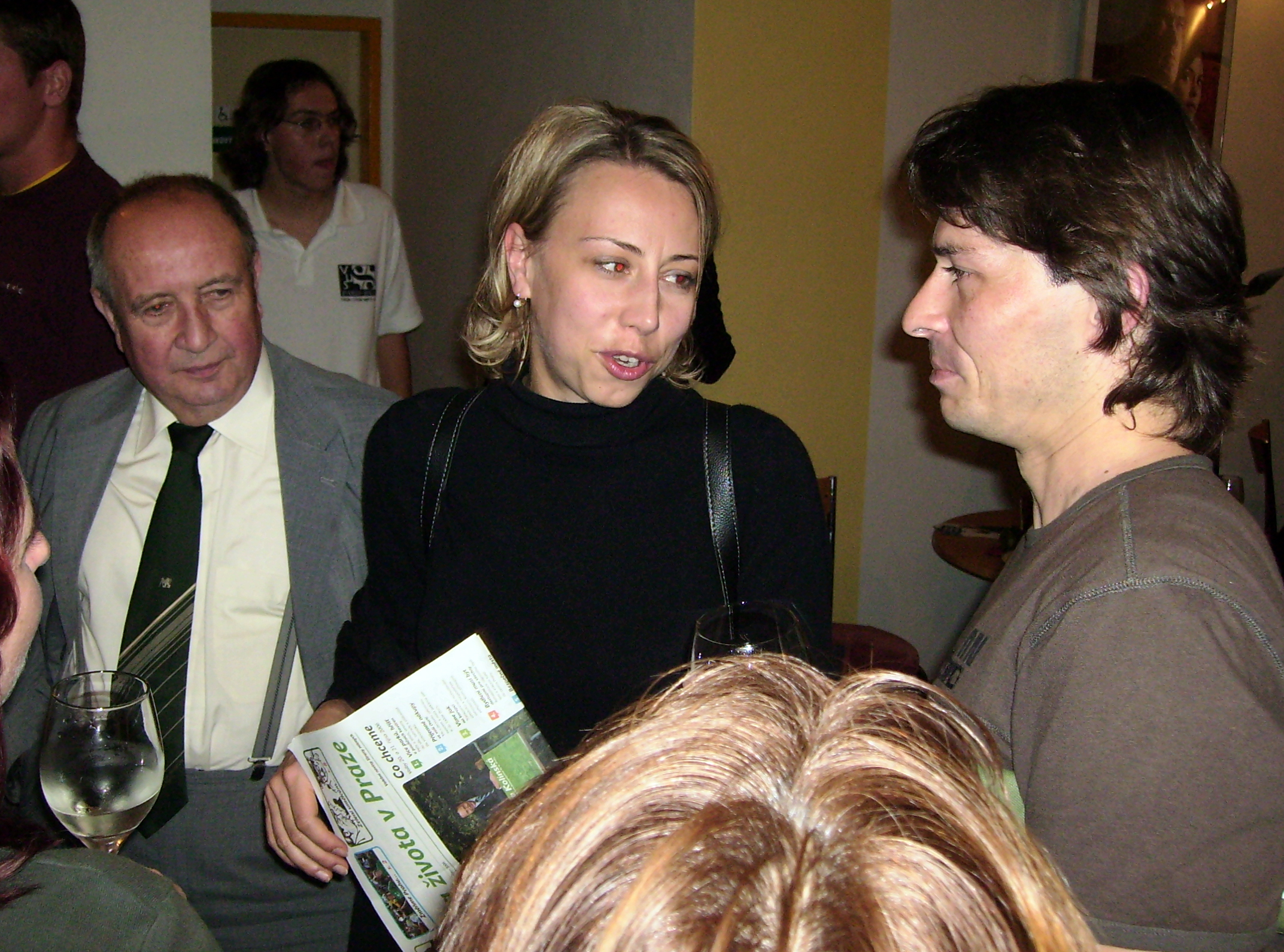
Катержина Жак в Клановице, 2006 год

Родилась в городе Мельник (Центральная Богемия). Отец — Ота Пайер, фотограф; дядя — Алан Пайер, фотограф-документалист. Старшая сестра — Моника Макдонах-Пайерова, дипломат, президент организации ДА за Европу. Катержина окончила в 1990 году среднюю школу, уехала в Германию подрабатывать и учиться в Свободном университете Берлина. Вышла замуж за француза Кристиана Жака, прожила с ним около года в Страсбурге, где продолжала учиться. Некоторое время носила двойную фамилию Жак-Пайерова, однако позже изменила фамилию на Жак благодаря изменению в чешском законодательстве. В браке родились дочь Нина (1994) и сын Себастьян-Максимилиан (1995).
В 1994—2002 годах Катаржина училась в Карловом университете в Праге, изучая политологию и немецкий язык. Работала переводчиком; защитила магистерскую диссертацию «Сравнение Франтишеком Палацким интерпретации избранных тем в чешском и немецком изданиях „Истории чешского народа“» и получила премию Больцано от университета. Сотрудница Германской службы академических обменов, в 2006 году получила степень доктора философии по политологии. В 2003 году начала работу в чешском правительстве, с 2005 года — секретарь заместителя премьер-министра Чехии, Павла Немца. Через год возглавила отдел по защите прав человека и равных возможностей. В 2005 году начала кампанию по борьбе против расизма и в защиту прав цыганского населения, за что подвергалась критике.
С 2005 года Катаржина была членом Зелёной партии, в августе того же года избрана в центральный ревизионный комитет. В июне 2006 года получила второе место в парламенте от Зелёной партии после председателя Мартина Бурсика. Зелёная партия выступала в защиту прав женщин, и Жак попала на агитационные плакаты партии во время выборов, а Бурсик фигурировал на билбордах. На выборах она набрала 6926 голосов (11,46% голосов от всех голосов за Партию зелёных), на 185 больше, чем Бурсик, и обошла его в очереди получения мандатов. В 2008 году ушла с поста лидера фракции зелёных в чешском парламенте.
В 2015 году Катаржина вышла замуж за Мартина Бурсика (у них есть общая дочь, родившаяся в 2009 году).

## Инцидент с избиением
1 мая 2006 года на площади Палацкого в Праге прошла демонстрация неонацистской организации «Национальное сопротивление» (чеш. Národní odpor), которую разрешили власти, вопреки протестам правозащитников. Члены Зелёной партии устроили акцию протеста, пытаясь завязать драку с неонацистами, и обе стороны разнимала полиция. Когда обе группы направились в сторону Карловой площади, Жак ввязалась в конфликт с офицером полиции Томашом Чермаком. Тот потребовал от протестующих пойти другой дорогой к площади и не следовать за неонацистами, но «зелёные» отказались. По заявлению Катаржины, Чермак после отказа начал её избивать; в ходе беспорядков был арестован фотограф. Чермак же отрицал, что применял грубую силу в отношении политика. Свидетелем беспорядков была Хана Марванова, депутат Парламента Чехии от партии Союз свободы — Демократический союз, которая рассказала, что какой-то полицейский набросился на женщину и повалил её на землю, однако не разглядела, бил он её или нет.
После того, как по телевидению показали видео беспорядков, поведение полиции решительно осудил премьер-министр Иржи Парубек. МВД Чехии заявило о том, что Чермаку предъявят обвинения в нанесении телесных повреждений, посягательстве на жизнь представителя властей и ограничении личной свободы. 9 августа 2006 года Чермак обратился к президенту Вацлаву Клаусу с просьбой о помиловании, и уже в феврале 2008 года с Чермака снял обвинения суд первой инстанции 2-го района Праги. Апелляция государственного прокурора не была удовлетворена, а 23 августа 2008 года адвокат Чермака, Ярослав Янечек, подал в суд на Катерину Жак и её коллегу Петра Слунечко за нападение на полицейского и лжесвидетельство, заявив, что политик пыталась привлечь к себе внимание перед выборами.